# Nasu
Nasu (japanska: 那須町?, Nasu-machi) är en landskommun (köping) i Tochigi prefektur i Japan.  